# Valerius Faltonius Adelfius
Valerius Faltonius Adelfius war ein spätantiker weströmischer Politiker Mitte des 5. Jahrhunderts.
Eine Ehreninschrift aus Rom liefert wesentliche Informationen über Adelfius. Demnach war er vir clarissimus und vir illustris sowie Stadtpräfekt von Rom, wahrscheinlich vor 451; zudem trug er den Titel Patricius. Im Jahr 451 bekleidete Adelfius zusammen mit Kaiser Markian das Konsulat. Seine Ehefrau war die inlustris femina Anicia Italica aus der in der Spätantike bedeutenden gens Anicia.